# دلتا النيجر الداخلية
دلتا النيجر الداخلية وماسينا هي الدلتا الداخلية من نهر النيجر. وهي منطقة من الأراضي الرطبة النهرية والبحيرات والسهول الفيضية في منطقة السهل شبه القاحلة في وسط مالي، جنوب الصحراء الكبرى.